# Une carte du monde
 (mars 2025).
Si vous disposez d'ouvrages ou d'articles de référence ou si vous connaissez des sites web de qualité traitant du thème abordé ici, merci de compléter l'article en donnant les références utiles à sa vérifiabilité et en les liant à la section « Notes et références ».
Pour plus de détails, voir Fiche technique et Distribution.
Une carte du monde (A Map of the World) est un film dramatique américain réalisé par Scott Elliott en 1999. Il est inspiré d'un roman de Jane Hamilton paru en 1994, A Map of the World.

## Fiche technique
- Titre : Une carte du monde
- Titre original : A Map of the World
- Réalisation : Scott Elliott
- Scénario : Peter Hedges et Polly Platt d'après le roman de Jane Hamilton
- Musique : Pat Metheny
- Photographie : Seamus McGarvey
- Montage : Naomi Geraghty et Craig McKay
- Production : Kathleen Kennedy et Frank Marshall
- Société de production : Cinerenta Medienbeteiligungs, Cineventa, First Look International, Overseas FilmGroup et The Kennedy/Marshall Company
- Pays :  États-Unis et  Allemagne
- Genre : Drame
- Durée : 125 minutes
- Dates de sortie : 
  - États-Unis : 3 décembre 1999
  - France : 1er mars 2000

## Distribution
- Sigourney Weaver (VF : Tania Torrens) : Alice Goodwin
- Julianne Moore (VF : Valérie Karsenti) : Theresa Collins
- Dara Perlmutter (VF : Kelly Marot) : Emma Goodwin
- David Strathairn (VF : Sébastien Desjours) : Howard Goodwin
- Arliss Howard : Paul Reverdy
- Kayla Perlmutter (VF : Dolly Vanden) : Claire Goodwin
- Deborah Lobban (VF : Coco Noël) : Wilma Becker
- Chloë Sevigny (VF : Véronique Soufflet) : Carole Mackessy
- Marc Donato : Robbie Mackessy
- Richard McMillan : Lloyd
- Hayley Lochner : Audrey Collins
- Victoria Rudiak : Lizzy Collins
- Ron Lea : Dan Collins
- Brenda Robins : Mme Bowman
- Louise Fletcher : Nellie Goodwin
- Nancy McAlear : détective Grogan
- Gerry Quigley : officier Melby
- Timm Zemanek : Edgar Becker
- Sara Rue : Debbie
- Aunjanue Ellis : Dyshett
- Nicole Ari Parker : Sherry
- Bruklin Harris : Lynelle
- Lisa Emery : Susan Durkin
- Michael Cameron : Tommy Giddings
- John Bourgeois : juge Patterson
- Robert Eaton : Jim Perkins
- Eve Crawford : Mme Shepard